# Dugi marš 5
Dugi marš 5 (LM-5; kineski: 长征五号; pinyin: Chángzhēng wǔ hào) ili Changzheng 5 (CZ-5) kineska je teška raketa-nosač koju je razvila Kineska akademija za tehnologiju lansirnih vozila (CALT). To je prva kineska raketa-nosač koja koristi isključivo nehipergolična tekuća goriva. To je peta iteracija obitelji raketa Dugi marš.
Postoje dvije varijante CZ-5: CZ-5 i CZ-5B. Maksimalni kapacitet nosivosti je približno 25 000 kg za nisku Zemljinu orbitu (za CZ-5B) i približno 14 000 kg za geostacionarnu prijenosnu orbitu (za CZ-5). Od 2021. u razvoju je trojezgrena varijanta za ljudsku posadu, uvjetno nazvana CZ-5DY; ona će biti sposobna lansirati svemirsku letjelicu s posadom u mjesečevu orbitu.
Dugi marš 5 otprilike odgovara mogućnostima američkih NSSL teških lansirnih vozila kao što je Delta IV Heavy. Trenutačno je najmoćniji član obitelji raketa Dugi marš i treća najjača sada postojeća orbitalna raketa-nosač na svijetu, iza Falcon Heavy i Delta IV Heavy.
Prvi CZ-5 lansiran je sa svemirskog lansirnog mjesta Wenchang 3. studenog 2016. i postavio je svoj teret u početnu orbitu koja nije bila optimalna. Druga raketa CZ-5, lansirana 2. srpnja 2017., otkazala je zbog problema s motorom u prvom stupnju.
Nakon gotovo dvije i pol godine, povratak vozila u misiju leta (treće lansiranje) uspješno se dogodio 27. prosinca 2019. lansiranjem i postavljanjem eksperimentalnog komunikacijskog satelita Shijian-20 u geostacionarnu prijenosnu orbitu, stvarajući time mogućnost uspješnog lansiranja misije Tianwen 1 na Mars, misije vraćanja uzorka lunarne Chang'e 5 i modularne svemirske postaje, za koje su potrebne rakete-nosači za teške terete.

## Razvoj
Od 2010. lansiranja raketa Dugi marš (sve verzije) činila su 15 – 25 % ukupnih globalnih lansiranja. Kina je uspjela osigurati neke međunarodne ugovore o lansiranju nudeći pakete koji povezuju rakete za lansiranje s kineskim satelitima, zaobilazeći tako učinke američkog embarga.
Kineski glavni cilj za pokretanje novog CZ-5 programa 2007. bio je predviđanje budućih zahtjeva za većim nosivim kapacitetima nisku Zemljinu orbitu (LEO) ili geosinkronu prijenosnu orbitu (GTO) tijekom sljedećih 20 do 30 godina. Službeno odobrenje programa Dugi marš 5 dogodilo se 2007. nakon dva desetljeća studija izvedivosti kada je kineska vlada konačno odobrila sredstva. U to vrijeme očekivalo se da će nova raketa biti proizvedena u pogonu u Tianjinu, obalnom gradu u blizini Pekinga, dok se očekivalo da će se lansirati na novom svemirskom lansirnom mjestu Wenchang u najjužnijoj otočkoj pokrajini Hainan.

## Dizajn i specifikacije
Glavni konstruktor CZ-5 je Li Dong (kineski: 李东) iz Kineske akademije za tehnologiju lansirnih vozila (CALT). Obitelj CZ-5 uključuje tri primarna modularna stupnja promjera 5,2 m. Ukupna duljina vozila je 60,5 metara, a težina pri lansiranju 643 tone, uz potisak od 833,8 tona. Boosteri različitih mogućnosti i promjera u rasponu od 2,25 metara do 3,35 metara bili bi sastavljeni od tri modularna osnovna stupnja privezanim stupnjevima. Prvi stupanj i dodatni potisnici imali bi izbor motora koji koriste različita tekuća raketna goriva: LOX / kerozinske motore potiska 1200 kN ili LOX / LH2 potiska 1550 kN. Gornji stupanj bi koristio poboljšane verzije motora YF-75.
Razvoj motora započeo je 2000. – 2001., a testiranje pod vodstvom Kineske nacionalne svemirske uprave (CNSA) počelo je 2005. Inačice oba nova motora, YF-100 i YF-77, uspješno su testirane do sredine 2007. godine.
Serija CZ-5 može isporučiti približno 23 tone korisnog tereta u nisku zemljinu orbitu ili oko 14 tona korisnog tereta u geosinkronu prijenosnu orbitu. Zamijenit će serije CZ-2, CZ-3 i CZ-4 te pružiti nove mogućnosti koje nije imala prethodna obitelj raketa Dugi marš. Lansirna raketa CZ-5 sastojala bi se od osnovnog stupnja promjera 5,0 m i četiri privezana potisnika promjera 3,35 m, koji bi mogli poslati oko 22 tone korisnog tereta u nisku Zemljinu orbitu.
Prvotno je planirano šest varijanti CZ-5, ali su lake varijante otkazane u korist obitelji lansirnih vozila CZ-6 i CZ-7.
Godine 2021. otkriveno je da je 3-jezgrena varijanta uvjetno nazvana CZ-5DY (DengYue) u razvoju za potencijalne lunarne misije s posadom.

## Dosadašnja lansiranja
| Broj leta | Datum (UTC)                  | Varijanta | Mjesto lansiranja | Gornji stupanj | teret                                                          | Orbita | Ishod  |
| --------- | ---------------------------- | --------- | ----------------- | -------------- | -------------------------------------------------------------- | ------ | ------ |
| Y1        | 3. studenog 2016 12:43       | 5         | Wenchang, LC-1    | YZ-2           | Shijian 17                                                     | GEO    | Uspjeh |
| Y2        | 2. srpnja 2017 11:23         | 5         | Wenchang, LC-1    | Nijedan        | Shijian 18                                                     | GTO    | Kvar   |
| Y3        | 27. prosinca 2019 12:45 sati | 5         | Wenchang, LC-1    | Nijedan        | Shijian 20                                                     | GTO    | Uspjeh |
| 5B-Y1     | 5. svibnja 10:00             | 5B        | Wenchang, LC-1    | Nijedan        | Svemirska letjelica nove generacije s posadom                  | LEO    | Uspjeh |
| Y4        | 23. srpnja 2020 04:41        | 5         | Wenchang, LC-1    | Nijedan        | Tianwen-1 Marsov orbiter, lender, rover i grupa cubesat kamera | TMI    | Uspjeh |
| Y5        | 23. studenog 2020 20:30      | 5         | Wenchang, LC-1    | Nijedan        | Chang'e 5 s povratom uzoraka s Mjeseca                         | TLI    | Uspjeh |
| 5B-Y2     | 29. travnja 2021 03:23:15    | 5B        | Wenchang, LC-1    | Nijedan        | Tianhe, središnji modul kineske svemirske stanice              | LEO    | Uspjeh |
| 5B-Y3     | 24. srpnja 2022 06:22:32     | 5B        | Wenchang, LC-1    | Nijedan        | Wentian, eksperimentalni modul kineske svemirske stanice       | LEO    | Uspjeh |